# ATP World Tour Finals 2014
El Barclays ATP World Tour Finals 2014, també anomenada Copa Masters masculina 2014, és l'esdeveniment que tanca la temporada 2014 de tennis en categoria masculina. La 45a edició en individual i la 39a en dobles es van celebrar sobre pista dura entre el 9 i el 16 de novembre de 2014 al The O2 arena de Londres, Regne Unit.
El tennista serbi Novak Đoković va arrodonir una temporada excel·lent guanyant per quarta ocasió aquest títol (2008, 2012, 2013), tercer consecutiu, fet que no s'aconseguia des d'Ivan Lendl (1985-1987). Durant el transcurs del torneig es va assegurar el número 1 a final d'any i amb la victòria final va acumular el setè títol de la temporada. Els germans Bob i Mike Bryan no van ser menys i van culminar una temporada formidable en la qual van dominar el circuit de dobles. La parella estatunidenca, que ja tenia el número 1 assegurat abans de començar el torneig, també va guanyar el títol per quarta ocasió (2003, 2004, 2009) acumulant 103 títols en total. Per quarta temporada en la seva carrera van guanyar deu títols en un sol any.

## Individual

### Classificació
| Rq | Jugador            | Punts  | Torneigs | Data de classificació |
| -- | ------------------ | ------ | -------- | --------------------- |
| 1  | Novak Đoković      | 10.010 | 17       | 7 de juliol           |
| 2  | Roger Federer      | 8.700  | 18       | 18 d'agost            |
| −  | Rafael Nadal       | 6.835  | 19       | 14 de juliol          |
| 3  | Stanislas Wawrinka | 4.895  | 18       | 12 d'octubre          |
| 4  | Kei Nishikori      | 4.625  | 21       | 31 d'octubre          |
| 5  | Andy Murray        | 4.475  | 21       | 30 d'octubre          |
| 6  | Tomáš Berdych      | 4.465  | 23       | 31 d'octubre          |
| 7  | Milos Raonic       | 4.440  | 20       | 31 d'octubre          |
| 8  | Marin Čilić        | 4.150  | 24       | 18 d'octubre          |
| S1 | David Ferrer       | 4.055  | 25       |                       |
| S2 | Feliciano López    | 2.130  | 27       |                       |

### Fase grups

#### Grup A
| Rq | Jugador            | N. Đoković | S. Wawrinka   | T. Berdych | M. Čilić      | V − D | Sets  | Jocs    | Pos. |
| -- | ------------------ | ---------- | ------------- | ---------- | ------------- | ----- | ----- | ------- | ---- |
| 1  | Novak Đoković      |            | 6−3, 6−0      | 6−2, 6−2   | 6−1, 6−1      | 3 − 0 | 6 − 0 | 36 − 9  | 1    |
| 3  | Stanislas Wawrinka | 3−6, 0−6   |               | 6−1, 6−1   | 6−3, 4−6, 6−3 | 2 − 1 | 4 − 3 | 31 − 26 | 2    |
| 6  | Tomáš Berdych      | 2−6, 2−6   | 1−6, 1−6      |            | 6−3, 6−1      | 1 − 2 | 2 − 4 | 18 − 28 | 3    |
| 8  | Marin Čilić        | 1−6, 1−6   | 3−6, 6−4, 3−6 | 3−6, 1−6   |               | 0 − 3 | 1 − 6 | 18 − 40 | 4    |

#### Grup B
| Rq  | Jugador                   | R. Federer           | K. Nishikori           | A. Murray         | M. Raonic D. Ferrer    | V − D       | Sets        | Jocs            | Pos. |
| --- | ------------------------- | -------------------- | ---------------------- | ----------------- | ---------------------- | ----------- | ----------- | --------------- | ---- |
| 2   | Roger Federer             |                      | 6−3, 6−2               | 6−0, 6−1          | 6−1, 7−6(0) (Raonic)   | 3 − 0       | 6 − 0       | 37 − 13         | 1    |
| 4   | Kei Nishikori             | 3−6, 2−6             |                        | 6−4, 6−4          | 4−6, 6−4, 6−1 (Ferrer) | 2 − 1       | 4 − 3       | 33 − 31         | 2    |
| 5   | Andy Murray               | 1−6, 0−6             | 4−6, 4−6               |                   | 6−3, 7−5 (Raonic)      | 1 − 2       | 2 − 4       | 22 − 32         | 3    |
| 7 9 | Milos Raonic David Ferrer | 1−6, 6−7(0) (Raonic) | 6−4, 4−6, 1−6 (Ferrer) | 3−6, 5−7 (Raonic) |                        | 0 − 2 0 − 1 | 0 − 4 1 − 2 | 15 − 26 11 − 16 | R 4  |

### Fase final
|  | Semifinals | Semifinals         | Semifinals    | Semifinals    | Semifinals |   |   | Final         | Final | Final | Final | Final |
|  |            |                    |               |               |            |   |   |               |       |       |       |       |
|  | 1          | Novak Đoković      | 6             | 3             | 6          |   |   |               |       |       |       |       |
|  | 4          | Kei Nishikori      | 1             | 6             | 0          |   |   |               |       |       |       |       |
|  | 4          | Kei Nishikori      | 1             | 6             | 0          |   | 1 | Novak Đoković | w/o   |       |       |       |
|  |            |                    |               |               |            |   | 1 | Novak Đoković | w/o   |       |       |       |
|  |            | 2                  | Roger Federer |               |            |   |   |               |       |       |       |       |
|  | 2          | 2                  | Roger Federer | Roger Federer | 4          | 7 | 7 |               |       |       |       |       |
|  | 2          |                    |               | Roger Federer | 4          | 7 | 7 |               |       |       |       |       |
|  | 3          | Stanislas Wawrinka | 6             | 5             | 6⁶         |   |   |               |       |       |       |       |

## Dobles

### Classificació
| Rq | Jugadors                                | Punts  | Torneigs | Data de classificació |
| -- | --------------------------------------- | ------ | -------- | --------------------- |
| 1  | Bob Bryan Mike Bryan                    | 11.545 | 21       | 14 de juliol          |
| 2  | Daniel Nestor Nenad Zimonjić            | 5.820  | 19       | 9 de setembre         |
| 3  | Alexander Peya Bruno Soares             | 4.760  | 25       | 8 d'octubre           |
| 4  | Julien Benneteau Édouard Roger-Vasselin | 4.740  | 17       | 9 d'octubre           |
| 5  | Jean-Julien Rojer Horia Tecau           | 4.490  | 28       | 29 d'octubre          |
| 6  | Marcel Granollers Marc López            | 4.450  | 17       | 29 d'octubre          |
| 7  | Ivan Dodig Marcelo Melo                 | 3.570  | 19       | 30 d'octubre          |
| 8  | Lukasz Kubot Robert Lindstedt           | 3.080  | 18       | 29 d'octubre          |
| S  | Eric Butorac Raven Klaasen              | 3.385  | 27       |                       |

### Fase grups

#### Grup A
| Rq | Jugador                       | B. Bryan M. Bryan   | A. Peya B. Soares | R.Rojer H. Tecau    | L. Kubot R. Lindstedt | V − D | Sets  | Jocs    | Pos. |
| -- | ----------------------------- | ------------------- | ----------------- | ------------------- | --------------------- | ----- | ----- | ------- | ---- |
| 1  | Bob Bryan Mike Bryan          |                     | 7−6(3), 7−6(2)    | 6−7(4), 6−3, [10−6] | 6−7(3), 3−6           | 2 − 1 | 4 − 3 | 36 − 35 | 2    |
| 3  | Alexander Peya Bruno Soares   | 6−7(3), 6−7(2)      |                   | 6−3, 3−6, [12−10]   | 4−6, 6−3, [6−10]      | 1 − 2 | 3 − 5 | 32 − 33 | 3    |
| 5  | Jean-Julien Rojer Horia Tecau | 7−6(4), 3−6, [6−10] | 3−6, 6−3, [10−12] |                     | 4−6, 6−7(4)           | 0 − 3 | 2 − 6 | 29 − 36 | 4    |
| 8  | Lukasz Kubot Robert Lindstedt | 7−6(3), 6−3         | 6−4, 3−6, [10−6]  | 6−4, 7−6(4)         |                       | 3 − 0 | 6 − 1 | 36 − 29 | 1    |

#### Grup B
| Rq | Jugador                            | D. Nestor N. Zimonjić | J. Benneteau É. Roger-Vasselin | M. Granollers M. López | I. Dodig M. Melo | V − D | Sets  | Jocs    | Pos. |
| -- | ---------------------------------- | --------------------- | ------------------------------ | ---------------------- | ---------------- | ----- | ----- | ------- | ---- |
| 2  | Daniel Nestor Nenad Zimonjić       |                       | 4−6, 7−5, [4−10]               | 6−7(5), 6−3, [11−9]    | 3−6, 5−7         | 1 − 2 | 3 − 5 | 32 − 35 | 3    |
| 4  | Julien Benneteau É. Roger-Vasselin | 6−4, 5−7, [10−4]      |                                | 4−6, 4−6               | 4−6, 6−2, [10−8] | 2 − 1 | 2 − 3 | 31 − 31 | 1    |
| 6  | Marcel Granollers Marc López       | 7−6(5), 3−6, [9−11]   | 6−4, 6−4                       |                        | 6−7(5), 6−7(12)  | 1 − 2 | 3 − 5 | 34 − 35 | 4    |
| 7  | Ivan Dodig Marcelo Melo            | 6−3, 7−5              | 6−4, 2−6, [8−10]               | 7−6(5), 7−6(12)        |                  | 2 − 1 | 4 − 0 | 35 − 31 | 2    |

### Fase final
|  | Semifinals | Semifinals                    | Semifinals           | Semifinals | Semifinals |      |                                         | Final                   | Final | Final | Final | Final |
|  |            |                               |                      |            |            |      |                                         |                         |       |       |       |       |
|  | 8          | Lukasz Kubot Robert Lindstedt | 6                    | 4          | [6]        |      |                                         |                         |       |       |       |       |
|  | 7          | Ivan Dodig Marcelo Melo       | 4                    | 6          | [10]       |      |                                         |                         |       |       |       |       |
|  | 7          | Ivan Dodig Marcelo Melo       | 4                    | 6          | [10]       |      | 7                                       | Ivan Dodig Marcelo Melo | 7     | 2     | [7]   |       |
|  |            |                               |                      |            |            |      | 7                                       | Ivan Dodig Marcelo Melo | 7     | 2     | [7]   |       |
|  |            | 1                             | Bob Bryan Mike Bryan | 6⁵         | 6          | [10] |                                         |                         |       |       |       |       |
|  | 4          | 1                             | Bob Bryan Mike Bryan | 6⁵         | 6          | [10] | Julien Benneteau Édouard Roger-Vasselin | 0                       | 3     |       |       |       |
|  | 4          |                               |                      |            |            |      | Julien Benneteau Édouard Roger-Vasselin | 0                       | 3     |       |       |       |
|  | 1          | Bob Bryan Mike Bryan          | 6                    | 6          |            |      |                                         |                         |       |       |       |       |